# Melanochaeta dubia
Melanochaeta dubia är en tvåvingeart som först beskrevs av Lamb 1918.  Melanochaeta dubia ingår i släktet Melanochaeta och familjen fritflugor. Inga underarter finns listade i Catalogue of Life.